# Thailand International Series 2024
Die Thailand International Series 2024 im Badminton fand vom 3. bis zum 8. Dezember 2024 in Nakhon Ratchasima statt. Das Turnier trug den kompletten Titel Toyota Thailand International Series 2024.

## Sieger und Platzierte
| Disziplin    | Gold                                       | Silber                                     | Bronze                                                     |
| ------------ | ------------------------------------------ | ------------------------------------------ | ---------------------------------------------------------- |
| Herreneinzel | Jeon Hyeok-jin                             | Son Wan-ho                                 | Puritat Arree                                              |
| Herreneinzel | Jeon Hyeok-jin                             | Son Wan-ho                                 | Kim Dong-hun                                               |
| Dameneinzel  | Tidapron Kleebyeesun                       | Loh Zhi Wei                                | Huang Sheng-chun                                           |
| Dameneinzel  | Tidapron Kleebyeesun                       | Loh Zhi Wei                                | Ratnacha Sompoch                                           |
| Herrendoppel | Choi Sol-gyu Lim Su-min                    | Thanawin Madee Wachirawit Sothon           | Jin Yong Kim Jae-hyeon                                     |
| Herrendoppel | Choi Sol-gyu Lim Su-min                    | Thanawin Madee Wachirawit Sothon           | Kim Moon-jun Kim Sa-rang                                   |
| Damendoppel  | Tidapron Kleebyeesun Nattamon Laisuan      | Chen Yu-hsuan Chen Yu-tong                 | Huang Sheng-chun Kung Chia-yi                              |
| Damendoppel  | Tidapron Kleebyeesun Nattamon Laisuan      | Chen Yu-hsuan Chen Yu-tong                 | Hathaithip Mijad Napapakorn Tungkasatan                    |
| Mixed        | Phuwanat Horbanluekit Fungfa Korpthammakit | Neuaduang Mangkornloi Worakorn Chitcharoen | Vichayapong Kanjanakeereewong Pattaraporn Rungruengpramong |
| Mixed        | Phuwanat Horbanluekit Fungfa Korpthammakit | Neuaduang Mangkornloi Worakorn Chitcharoen | Attawut Sreepeaw Pannawee Polyiam                          |